# Sloper (band)
Sloper is een muzikaal project van de drummers Mario Goossens (Triggerfinger) en Cesar Zuiderwijk (Golden Earring). Het project ving aan in 2019. In 2020 verscheen de debuut-ep Sloper. Hiervan zijn de singles I'm alive en Mind melter afkomstig.

## Geschiedenis
De Vlaamse Goossens en Nederlandse Zuiderwijk ontmoetten elkaar enkele jaren eerder tijdens het evenement DrumDrieDaagse dat door Zuiderwijk en de Slagwerkkrant georganiseerd wordt. Er ontstond een vriendschap en het idee om jamsessies te houden. Goossens was bevriend met Jan Paternoster, zanger-gitarist van de rockband Black Box Revelation. Goossens had net een album opgenomen met de band en wilde met Paternoster muziek maken. Zuiderwijks band Golden Earring had juist besloten niet langer in theaters op te treden waardoor Zuiderwijk meer tijd over had.
Gedrieën hielden ze jamsessies waarbij covers gespeeld werden. Echter, Paternoster moest afhaken vanwege andere verplichtingen. Goossens en Zuiderwijk trokken vervolgens de Vlaamse gitarist Fabio Canini en de Engelse zanger-gitarist Peter Shoulder aan. Goossens had eerder al samengewerkt met Shoulder, toen zij samen deel uitmaakten van de rockband Winterville. De eerste try-out werd op 18 december 2019 gehouden in Cultuurpodium Boerderij in Zoetermeer. Op 17 januari 2020 traden ze op tijdens Eurosonic. Op 5 juni dat jaar verscheen de debuut-ep Sloper op het onafhankelijke platenlabel Suburban. Op 20 augustus 2021 volgde het album Pulverise. Diezelfde dag werd de van dit album afkomstige single Struck by lightning uitgebracht.

## Discografie
- Sloper, 2020 (ep)
- Pulverise, 2021 (album)
- Changing Colors, 2024 (album)

## Foto's

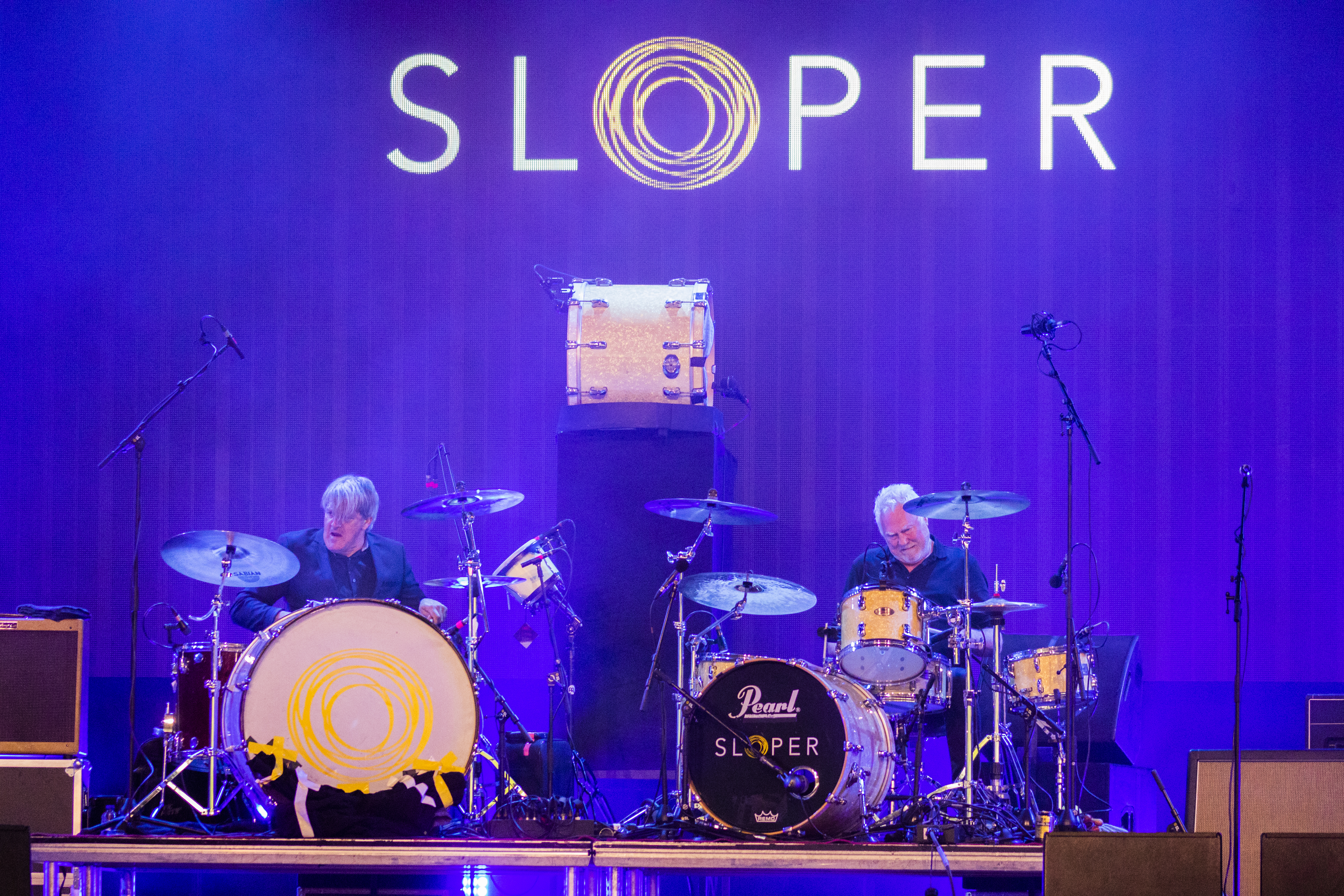
De drummers Mario Goossens en Cesar Zuiderwijk tijdens Bevrijdingsfestival Brabant (2022)
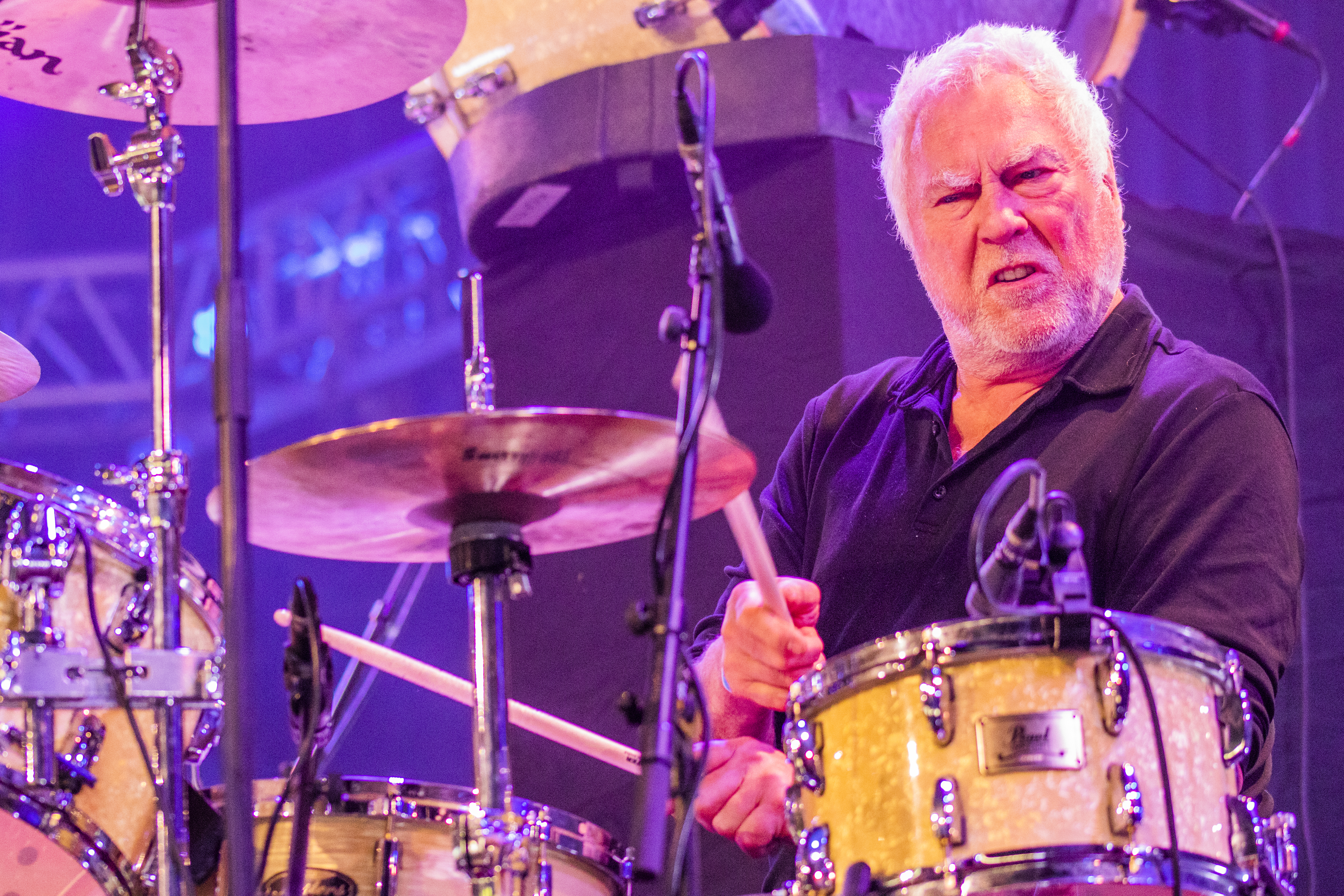
Cesar Zuiderwijk tijdens Bevrijdingsfestival in 's-Hertogenbosch (2022)
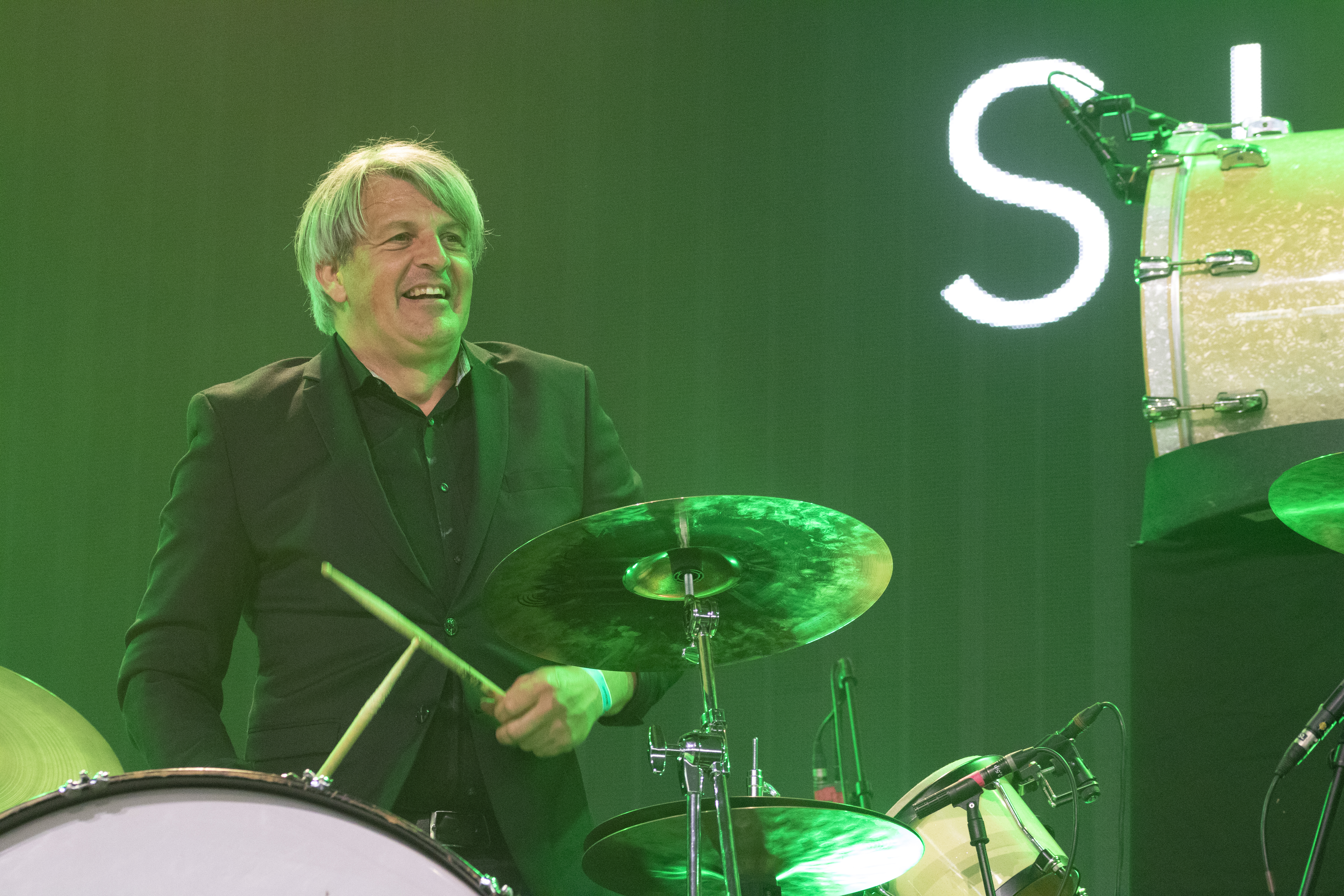
Mario Goossens tijdens Bevrijdingsfestival Brabant (2022)
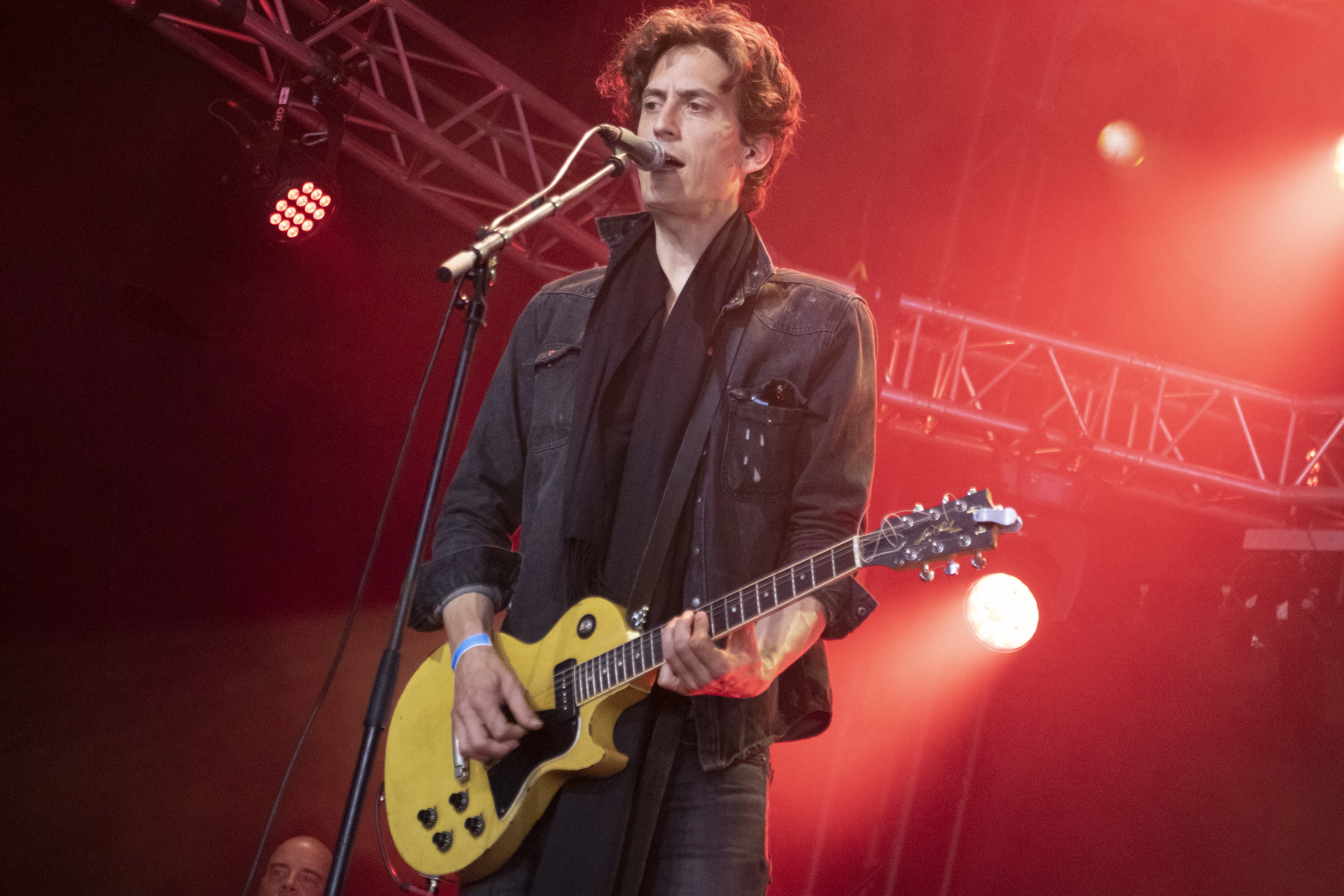
Fabio Canini
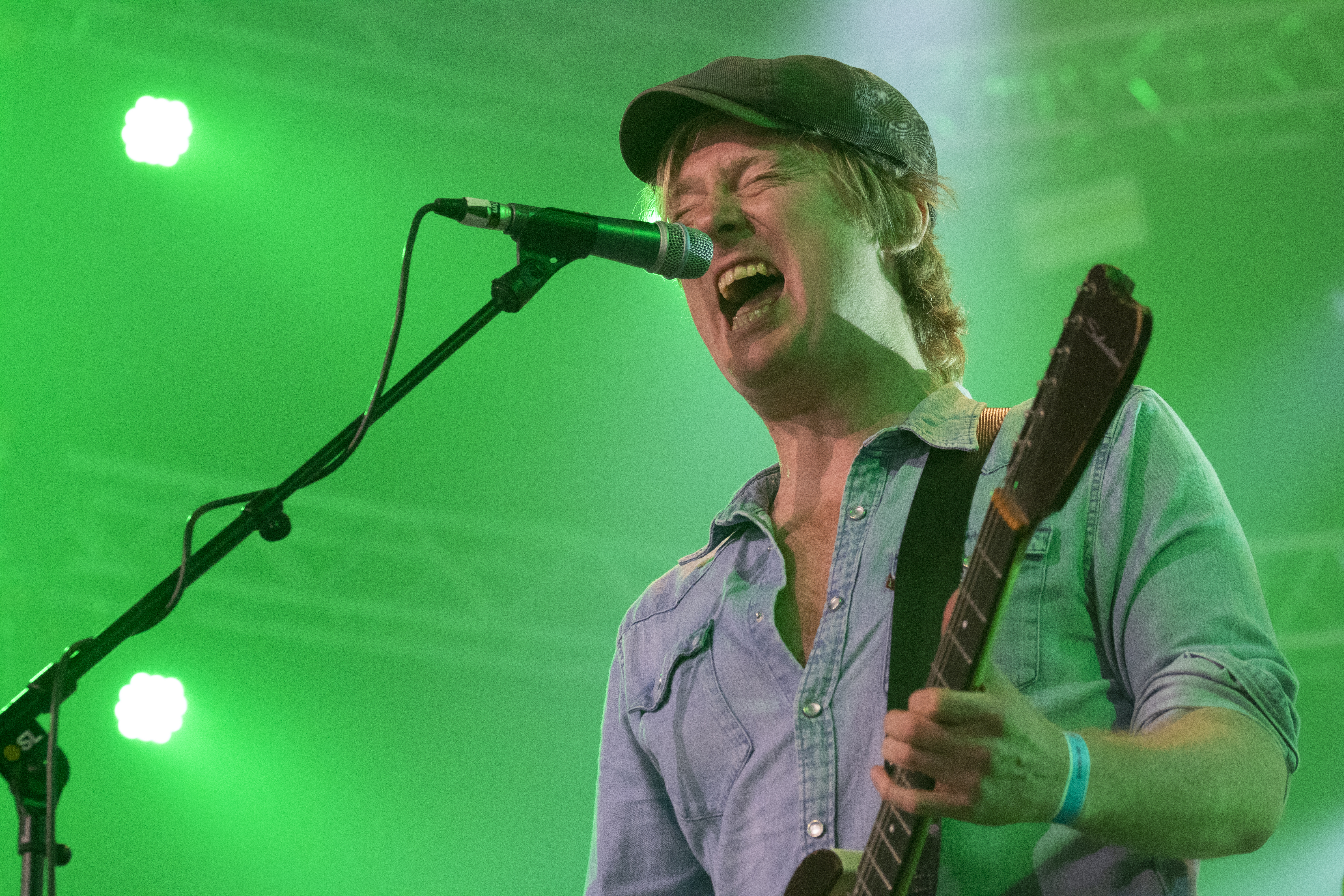
Peter Shoulder